# Bowler (automerk)
Bowler is een bedrijf uit Derbyshire dat off-road voertuigen maakt. Deze zijn ontworpen op basis van de Land Rover Defender, Discovery en Range Rover. Het bedrijf werd opgericht door Drew Bowler. Hij ontwierp de Bowler Tomcat, die evolueerde in de Bowler Wildcat. De nieuwste ontwikkeling van het bedrijf is de Bowler Nemesis.

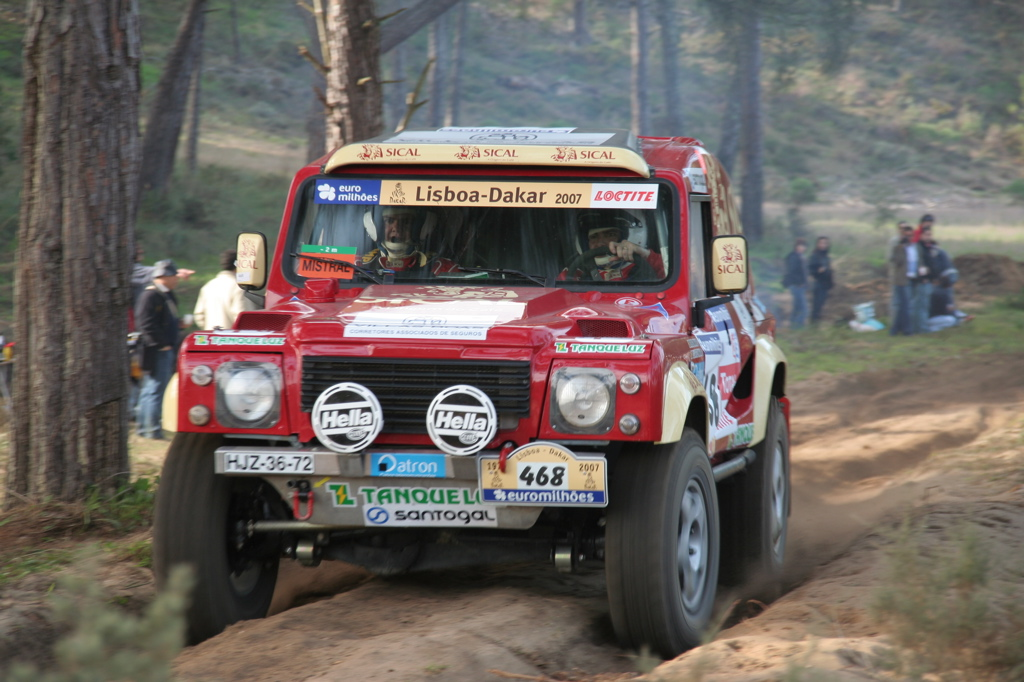
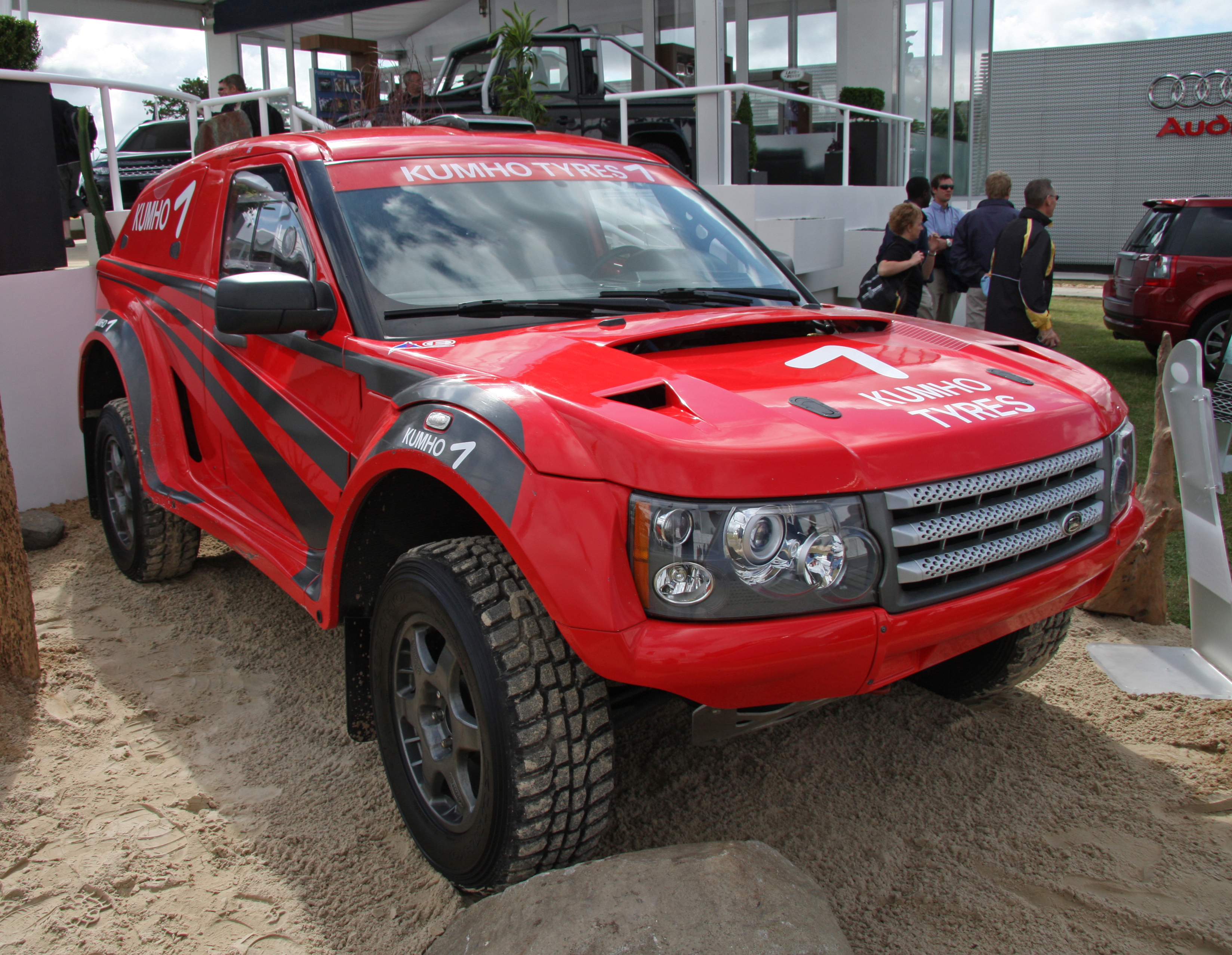
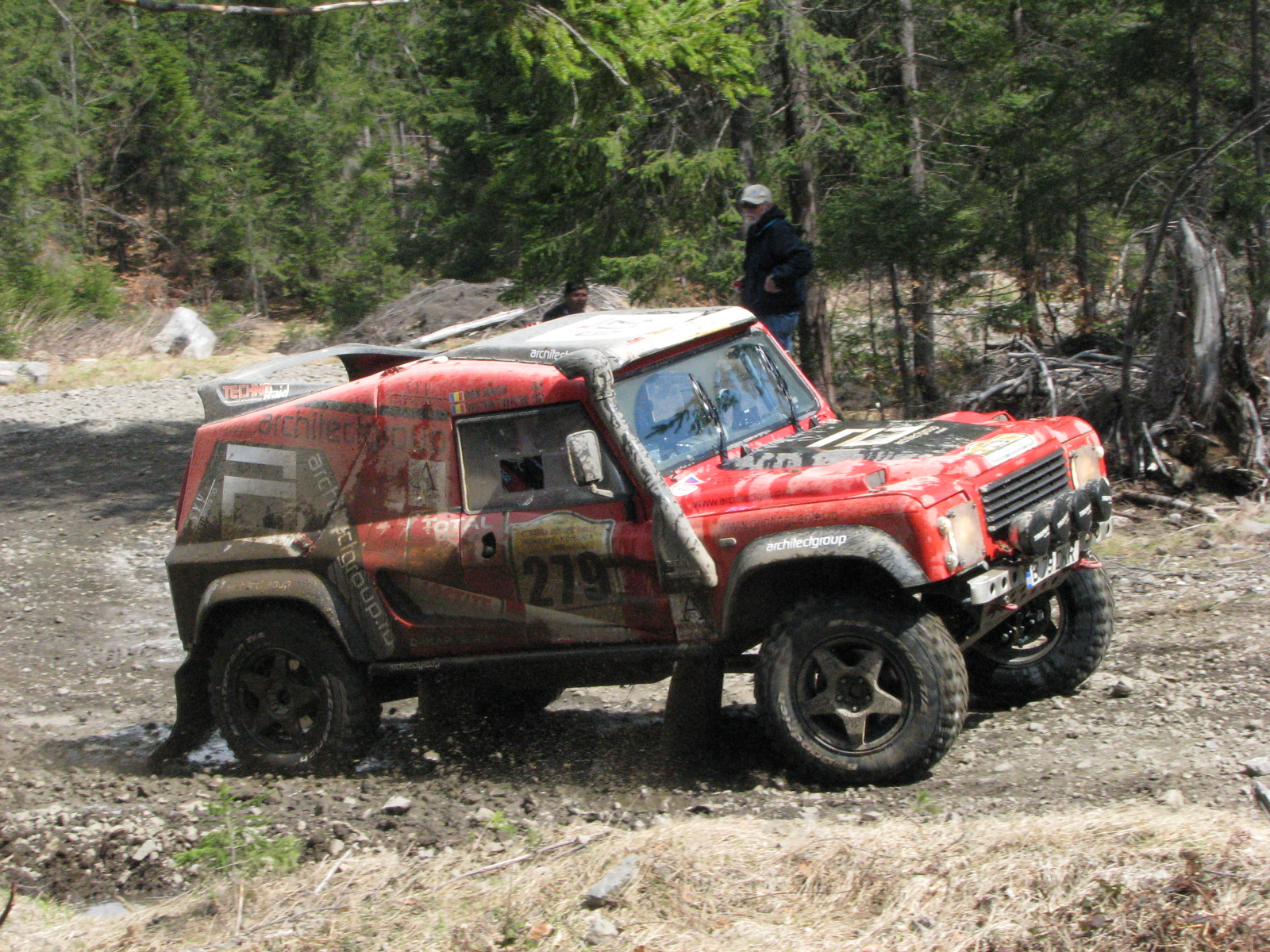
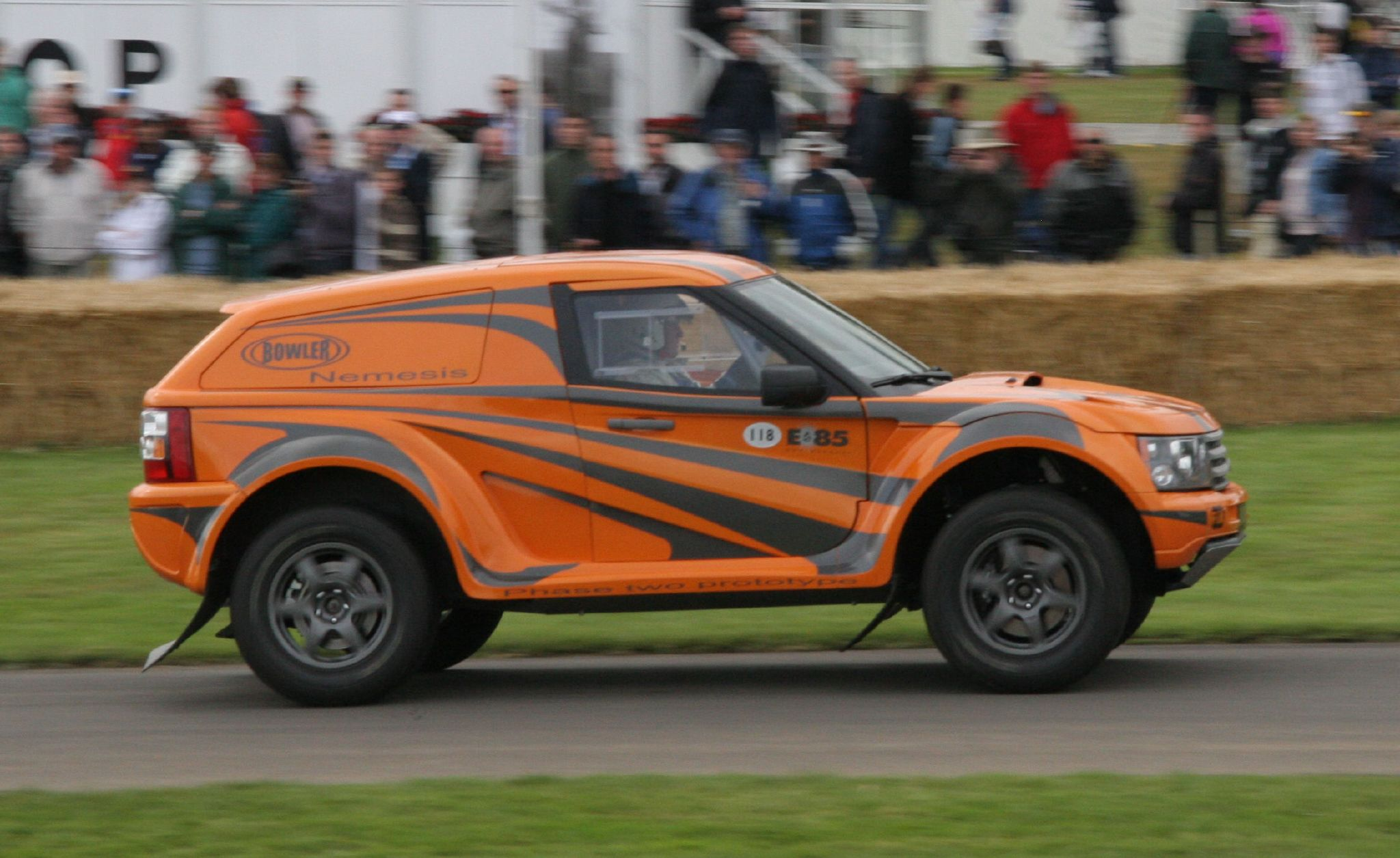